# Microdytes ubonensis
Microdytes ubonensis (лат.) — вид жуков-плавунцов рода Microdytes из подсемейства Hydroporinae (Dytiscidae). Длина менее 2 мм. Юго-Восточная Азия: Таиланд (провинция Убон Ратчатхани); Лаос (провинции Саваннахет, Чампасак и Вьентьян).

## Описание
Жуки мелких размеров; длина овального тела менее 2 мм (1,25—1,40 мм). От близких видов отличаются следующими признаками:
тело продолговато-овальное; переднеспинка преимущественно темно-коричневая; мелкие размеры. Надкрылья без постмедиального пятна около шва. Пронотум без поперечной полосы. На задних тазиках грубые пунктуры. Надкрылья без вдавления на латеральной стороне. Этот вид был обнаружен в различных местах обитания. В типовом местонахождении образцы были собраны из небольшого ручья на более или менее обезлесенной подстилке. В других местах экземпляры были собраны в небольших ямках возле небольших лесных ручьёв с богатым листовым опадом.
Окраска. Голова желтовато-коричневая. Переднеспинка тёмно-коричневая, нечетко желтовато-коричневая на боковых сторонах. Надкрылья тёмно-коричневые с желтовато-коричневыми отметинами, образующими отчётливую поперечную полосу у основания, не доходящую до шва, с постмедиальным боковым пятном и треугольным пятном у вершины и часто с отчётливым продольным постмедиальным пятном у шва. Вентральная поверхность головы и проторакса желтовато-коричневая; грудь, брюшные вентриты и надкрылья красновато-коричневые до тёмно-коричневых. Ноги, усики и щупики желтовато-коричневые.

## Систематика
Вид был впервые описан в 2023 году японским энтомологом Ryohei Okada (Coleopterological Society of Japan, National Museum of Nature and Science, Tsukuba, Япония) и австрийским колеоптерологом Günther Wewalka (Вена, Австрия). Microdytes ubonensis похож на виды M. boukali и M. lotteae по габитусу, размеру и окраске переднеспинки, но отличается от этих видов желтоватой головой и надкрыльями с отчётливым постмедиальным пятном около шва и мелко и редко пунктированной вентральной поверхностью. M. ubonensis также похож на M. huangyongensis по габитусу и окраске, но отличается размером и гениталиями самцов.